# Постоје
Постоје су насељено мјесто у Босни и Херцеговини, у општини Котор Варош, ентитет Република Српска. Према прелиминарним подацима пописа становништва 2013. године, у насељу је живјело 174 становника.

## Историја
Насеље је настало 1990. издвајањем дијела из насеља Врбањци.

## Становништво
| Демографија- | Демографија- | Демографија- |
| Година       | Становника   | Становника   |
| ------------ | ------------ | ------------ |
| 1981.        | 0            |              |
| 1991.        | 399          |              |
| 2013.        | 174          |              |